# Micrococcus rungsi
Micrococcus rungsi är en insektsart som beskrevs av Alfred Serge Balachowsky 1936. Micrococcus rungsi ingår i släktet Micrococcus och familjen Micrococcidae. Inga underarter finns listade i Catalogue of Life.